# Verchnie Tatyšly
Verchnie Tatyšly (in russo Верхние Татышлы?; in baschiro Үрге Тәтешле) è un villaggio della Russia europea orientale, situato nella Repubblica autonoma della Baschiria; appartiene al rajon Tatyšlinskij, del quale è il centro amministrativo.